# Opération Sugar
 (janvier 2014).
Si vous disposez d'ouvrages ou d'articles de référence ou si vous connaissez des sites web de qualité traitant du thème abordé ici, merci de compléter l'article en donnant les références utiles à sa vérifiabilité et en les liant à la section « Notes et références ».
L’opération Sugar est une opération d'aide militaire à l'Irak menée par le gouvernement français le 7 octobre 1983. Elle consista à prêter cinq  avions Dassault Super-Étendard à l'Irak, qui utilisa ces appareils lors de la guerre des pétroliers (en).

## Historique
Dans le but de bloquer la navigation iranienne dans le golfe Persique, l’Irak commande des missiles air-mer AM-39 Exocet.
Le problème pour les Irakiens est que leurs Mirage F1 ne sont pas encore adaptés à l'emport de ces missiles. Les Super Étendard le sont, mais la France ne peut pas en vendre aux Irakiens car la chaîne de fabrication est arrêtée. Le gouvernement français prend alors la décision en octobre 1982 de « prêter » à l'Irak 5 Super Étendard propriété de la Marine nationale française.
Les pilotes et mécaniciens irakiens furent entraînés en 1983 à la base d'aéronautique navale de Landivisiau. Les cinq appareils décollèrent de Bretagne le 7 octobre pour l’opération Sugar. Après une escale technique à Solenzara en Corse, ils rejoignent le porte-avions Clemenceau entre la Crète et Chypre le lendemain. Les pilotes français atteignirent ensuite leur destination finale, la base aérienne de Qayyarah en Irak (entre Mossoul et Bagdad). Les cinq appareils furent intégrés au 81 Sq irakien, quatre pilotes français rentrant alors en France sans leurs avions, le cinquième restant sur place comme instructeur,.
La première sortie opérationnelle des Super Étendard irakiens eut lieu début 1984. Le 27 mars 1984 ils coulèrent le bâtiment-ravitailleur sud-coréen Heyang Ilho et endommagèrent le pétrolier grec Filikon L avec leurs missiles Exocets. En 1984 le 81 Sq irakien aurait endommagé 58 navires au total.
Un Super Étendard fut perdu pendant l'été 1984 (abattu par un F-14 selon les Iraniens). Un autre fut endommagé pendant l'été 1984 également.
Finalement les Super Étendard restants furent rendus à la France à l'été 1985. Lorsque l'Irak rend les avions à la France en 1985, le pays passe une nouvelle commande de vingt-huit Mirage F-1. Il s'agit de sa troisième commande de Mirage F-1, l'Irak disposant déjà de quatre-vingt-neuf avions de ce modèle. Entre 1983 et 1985, des techniciens français ont aussi aidé l'armée irakienne à monter des Exocet AM-39 sur la flotte iranienne de Mirage ainsi que sur des hélicoptères Super-Frelon.

## Conséquences
Selon certaines sources l'attentat du Drakkar survenu lors des attentats du 23 octobre 1983 à Beyrouth aurait été un acte de représailles de l'Iran à l'opération Sugar,. La responsabilité précise de l'Iran dans cet attentat et ses possibles motivations restent néanmoins encore discutées.